# Estación de Magadino-Vira
La estación de Magadino-Vira es una estación ferroviaria de las localidades suizas de Magadino y Vira, pertenecientes a la comuna suiza de Gambarogno, en el Cantón del Tesino.

## Historia y situación
La estación de Magadino-Vira fue inaugurada en el año 1882 con la puesta en servicio de la línea desde Cadenazzo hasta Luino, desde donde continúa hasta Novara.
Se encuentra ubicada en el borde suroeste del núcleo urbano de Magadino y al noreste del núcleo urbano de Vira, en el norte de la comuna de Gambarogno. Cuenta con tres andenes centrales a los que acceden dos vías pasantes y dos vías muertas.
En términos ferroviarios, la estación se sitúa en la línea Cadenazzo - Luino. Sus dependencias ferroviarias colaterales son la estación de Quartino hacia Cadenazzo y la estación de San Nazzaro en dirección Luino.

## Servicios Ferroviarios
Los servicios ferroviarios de esta estación están prestados por SBB-CFF-FFS y por TiLo:

### TiLo
TiLo opera servicios ferroviarios de cercanías, llegando a la estación una línea de cercanías que permiten buenas comunicaciones con las principales ciudades del Cantón del Tesino así como la zona norte de Lombardía.
- S 30 Bellinzona - Cadenazzo - Luino - Gallarate - Busto Arsizio - Malpensa Aeropuerto